# Косув-Ляцки (гмина)
Косув-Ляцки (пол. Kosów Lacki) — гмина (волость) в Польше, входит как административная единица в Соколувский повет, Мазовецкое воеводство. Население — 6784 человека (на 2004 год). Гмина занимает площадь 200,17 квадратного километра.

## Демография
| Перепись                       | Всего   | Всего | Женщины | Женщины | Мужчины | Мужчины |
| ------------------------------ | ------- | ----- | ------- | ------- | ------- | ------- |
| Единицы                        | человек | %     | человек | %       | человек | %       |
| Население                      | 6784    | 100   | 3377    | 49,8    | 3407    | 50,2    |
| Плотность населения (чел./км²) | 33,9    | 33,9  | 16,9    | 16,9    | 17      | 17      |

## Сельские округа
1. Альбинув
2. Бояры
3. Бучин-Шляхецки
4. Хрущевка-Шляхецка
5. Хрущевка-Влосчаньска
6. Дембе
7. Дыбув
8. Гжималы
9. Гуты
10. Хенрысин
11. Якубики
12. Косув-Руски
13. Крупы
14. Кутыски
15. Ломна
16. Нова-Малишева
17. Нова-Весь-Косовска
18. Новы-Бучин
19. Рытеле-Свенцке
20. Сонголе
21. Стара-Малишева
22. Теляки
23. Тосе
24. Тшцинец-Дужы
25. Тшцинец-Малы
26. Вулька-Дольна
27. Вулька-Окронглик
28. Вышомеж
29. Жохы
30. Бучин-Дворски
31. Косув-Хулидув

## Соседние гмины
1. Гмина Церанув
2. Гмина Малкиня-Гурна
3. Гмина Медзна
4. Гмина Сабне
5. Гмина Садовне
6. Гмина Соколув-Подляски
7. Гмина Стердынь
8. Гмина Сточек